# San Ignacio Miní
Pour les articles homonymes, voir San Ignacio.
Les ruines de San Ignacio Miní sont situées en Argentine, dans la localité de San Ignacio, dans la province de Misiones, à environ 60 km de Posadas, la capitale provinciale. San Ignacio Miní était l'une des réductions fondées par la Compagnie de Jésus dans des territoires qui appartiennent aujourd'hui à l'Argentine, au Paraguay et au Brésil.
San Ignacio Miní est une mission jésuite fondée par le père Roque González de Santa Cruz au début du XVIIe siècle pour l’évangélisation des populations autochtones Guaranis.

## Histoire

### Les réductions jésuites de la Guayrá
L’emplacement initial de San Ignacio (San Ignacio Guazu) se trouvait à l’extrême nord de l’état brésilien actuel de Paraná, dans une zone qui constituait aux XVIIe et XVIIIe siècles la région jésuite hispanique de La Guayrá. Les jésuites fondent à partir de 1554 plus d’une dizaine de réductions dans cette région appelée Guayrá par les  Indiens et La Pineria par les Espagnols (en raison de la présence abondante du pin du Paraná dans la région). Ces territoires étaient alors sous contrôle espagnol et correspondent aujourd’hui à l’état brésilien de Paraná.

### 1610–1697: San Ignacio Guazu
La réduction San Ignacio avait été fondée aux environs de 1610 et placée sous la protection de saint Ignace par les prêtres jésuites José Cataldino et Simón Mascetta (1577-1658). La réduction San Ignacio était située à proximité de la réduction Nuestra Señora de Loreto (Notre-Dame de Lorette), qui était la résidence principale des Missions jésuites du Guayrá.
En 1631, la plupart des réductions jésuites sont assiégées et détruites par les bandeirantes portugais, sauf San Ignacio et Nuestra Senora de Loreto, qui se replient néanmoins vers l’ouest. L’équipement en armes - avec permission du roi d'Espagne - et la formation de milices d'auto-défense  permettent aux Guaranis de se maintenir dans la région jusqu’à la fin du XVIIe siècle. En 1696, la pression des bandeirantes portugais et de leurs mercenaires amérindiens (les « mamelouks ») poussent les Guaranis à se replier vers l’ouest, puis le sud, au-delà du Paraná. Ils s’installent à l’emplacement actuel, au confluent du Paraná et du Yabebiry. La mission prend le nom de San Ignacio Mini (c'est-à-dire « Saint-Ignace mineur »), pour la distinguer de San Ignacio Guazu (« Saint-Ignace majeur »).

### 1697–1817: San Ignacio Miní
Au XVIIIe siècle, la mission compte environ 3 000 habitants, avec une activité culturelle importante. Sa production artisanale est diffusée par le rio Paraná. La Compagnie de Jésus est expulsée des territoires espagnols en 1767. Les jésuites sont contraints de quitter les missions l’année suivante. San Ignacio, qui survit quelques dizaines d’années, est détruite par l'armée portugaise en 1817 et disparaît.

## De la redécouverte au classement par l’UNESCO

### Le site archéologique

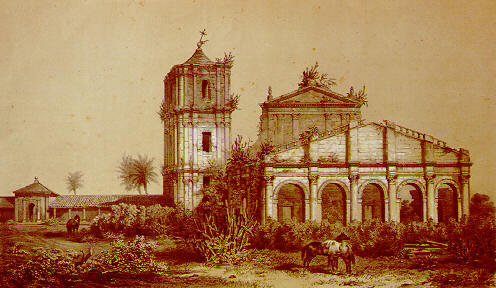
Ruines de San Ignacio Miní en 1846.

Tombées dans l’oubli et envahies par la végétation tropicale, les ruines de San Ignacio sont redécouvertes en 1897 : le style baroque guarani gagne une reconnaissance, mais les premiers travaux de restauration ne débutent que dans les années 1940. Les ruines de San Ignacio sont parmi les mieux préservées du territoire jésuite jadis formé aux confins de l’Argentine, du Brésil et du Paraguay. En 1984, l’UNESCO classe San Ignacio Miní au Patrimoine mondial de l’humanité, avec quelques autres missions jésuites de la province de Misiones : Reduccion de Santa Ana, de Santa María la Mayor et de Nuestra Señora de Loreto. Le World Monuments Fund (WMF, Fonds mondial pour les monuments) a récemment terminé la restauration du portail principal de la mission.

### Architecture
La place publique principale (Plaza mayor) de San Ignacio était bordée de l’église, un cabildo (chapitre de la communauté), la résidence des pères jésuites, un cimetière et sur trois côtés, d'habitations indigènes. Dessinée par l'architecte et frère jésuite italien Giovanni Brassanelli (1658-1728), l’église mesurait 74 mètres de long sur 24 mètres de large ; les murs étaient construits en pierre de sable locale rouge, assemblée sur deux mètres d’épaisseur, ce qui a permis à l’édifice de survivre à deux siècles d’abandon.

## La communauté guarani de San Ignacio
San Ignacio aujourd’hui abrite une communauté guarani, qui produit de l’artisanat et des herbes aromatiques.